# سيدني غراندي
سيدني غراندي (بالإنجليزية: Sidney Grande)‏ هو مدير فني أمريكي، ولد في 31 مايو 1927، وتوفي في 1 فبراير 2016.